# Старе Авкіманово
Старе Авкіма́ново (рос. Старое Авкиманово, ерз. Сире Авкиман) — присілок у складі Темниковського району Мордовії, Росія. Входить до складу Андрієвського сільського поселення.
Населення — 27 осіб (2010; 76 у 2002).
Національний склад (станом на 2002 рік):
- мордва — 100 %